# Laelia marginepunctata
Laelia marginepunctata är en fjärilsart som beskrevs av Bethune-Baker 1908. Laelia marginepunctata ingår i släktet Laelia och familjen tofsspinnare. Inga underarter finns listade i Catalogue of Life.